# Club Atlético River Plate 1928
Questa voce raccoglie le informazioni riguardanti il Club Atlético River Plate nelle competizioni ufficiali della stagione 1928.

## Stagione
Il campionato argentino del 1928 vide una massiccia partecipazione, e contò 36 compagini: ciò fu dovuto alla mancata retrocessione delle squadre appartenenti alla Asociación Amateurs Argentina de Football. L'alto numero di squadre causò l'allungamento del torneo, che si protrasse fino al 30 giugno 1929, interferendo parzialmente con il campionato di quell'anno. Il River Plate chiuse al settimo posto, non spiccando particolarmente.

## Maglie e sponsor
| Casa |

## Rosa
| N. |                      | Ruolo | Calciatore            |
| -- | -------------------- | ----- | --------------------- |
|    | Argentina (bandiera) | P     | Juan Crotti           |
|    | Argentina (bandiera) | P     | Horacio Daniello      |
|    | Argentina (bandiera) | P     | Jorge Iribarren       |
|    | Argentina (bandiera) | P     | Juan Mihovich         |
|    | Argentina (bandiera) | D     | Jacinto Cacopardo     |
|    | Argentina (bandiera) | D     | Pedro Choperena       |
|    | Argentina (bandiera) | D     | Juan Carlos Iribarren |
|    | Argentina (bandiera) | D     | Andrés Rodríguez      |
|    | Argentina (bandiera) | C     | Camilo Bonelli        |
|    | Argentina (bandiera) | C     | José Constante        |
|    | Argentina (bandiera) | C     | Alejandro Giglio      |
|    | Argentina (bandiera) | C     | Esteban Malazzo       |
|    | Argentina (bandiera) | C     | Luis Maresca          |
|    | Argentina (bandiera) | C     | Moisés Patiño         |

| N. |                      | Ruolo | Calciatore           |
| -- | -------------------- | ----- | -------------------- |
|    | Argentina (bandiera) | A     | José Caniche         |
|    | Argentina (bandiera) | A     | Ricardo Dapit        |
|    | Argentina (bandiera) | A     | Manuel Debatte       |
|    | Argentina (bandiera) | A     | Alfredo De Vincenzi  |
|    | Argentina (bandiera) | A     | Alberto Evaristo     |
|    | Argentina (bandiera) | A     | Antonio Ganduglia    |
|    | Argentina (bandiera) | A     | Francisco Gondar     |
|    | Argentina (bandiera) | A     | Atilio Granara Costa |
|    | Argentina (bandiera) | A     | Vicente Locasso      |
|    | Argentina (bandiera) | A     | Francisco Osilio     |
|    | Argentina (bandiera) | A     | Antonio Paduano      |
|    | Argentina (bandiera) | A     | José Ramos           |
|    | Argentina (bandiera) | A     | Jerónimo Uriarte     |
|    | Argentina (bandiera) | A     | R. Zubiaurre Scotto  |

## Statistiche

### Statistiche di squadra
| Competizione     | Punti | Totale | Totale | Totale | Totale | Totale | Totale | DR  |
| Competizione     | Punti | G      | V      | N      | P      | Gf     | Gs     | DR  |
| ---------------- | ----- | ------ | ------ | ------ | ------ | ------ | ------ | --- |
| Primera División | 46    | 35     | 20     | 6      | 9      | 68     | 42     | +26 |
| Totale           | -     |        |        |        |        |        |        | -   |